# Aristida latifolia
Aristida latifolia är en gräsart som beskrevs av Karel Domin. Aristida latifolia ingår i släktet Aristida och familjen gräs. Inga underarter finns listade i Catalogue of Life.

## Bildgalleri

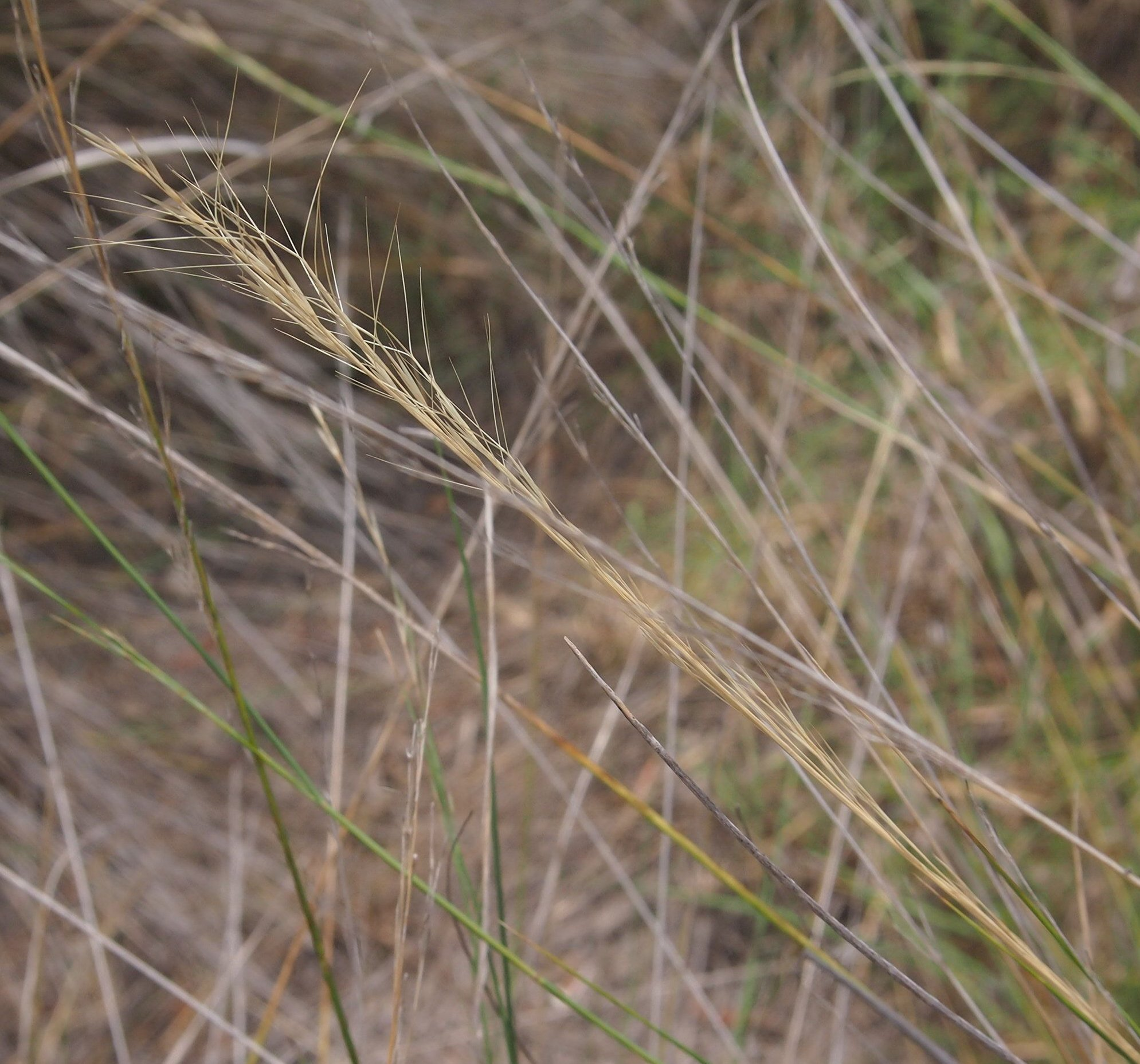
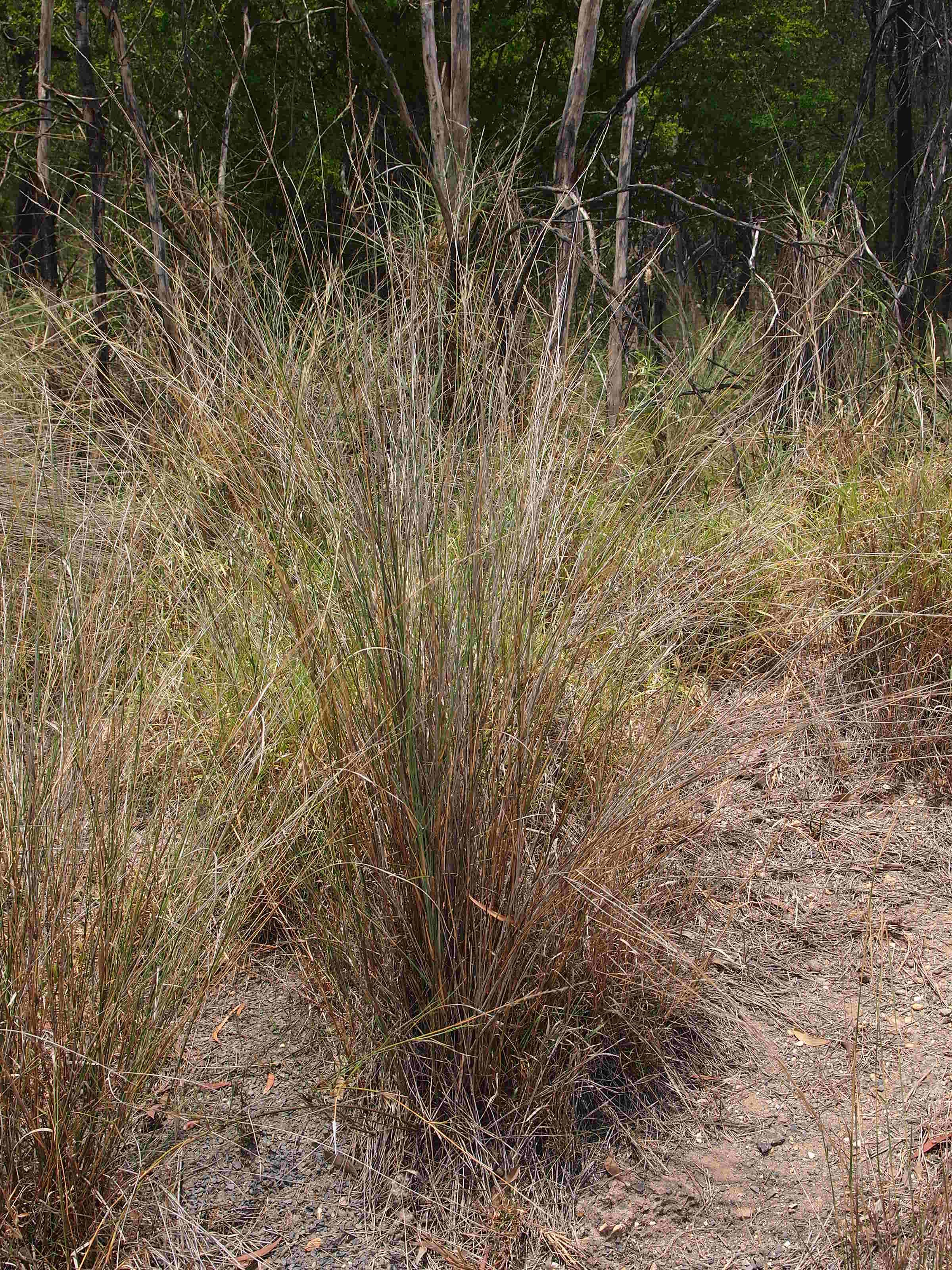
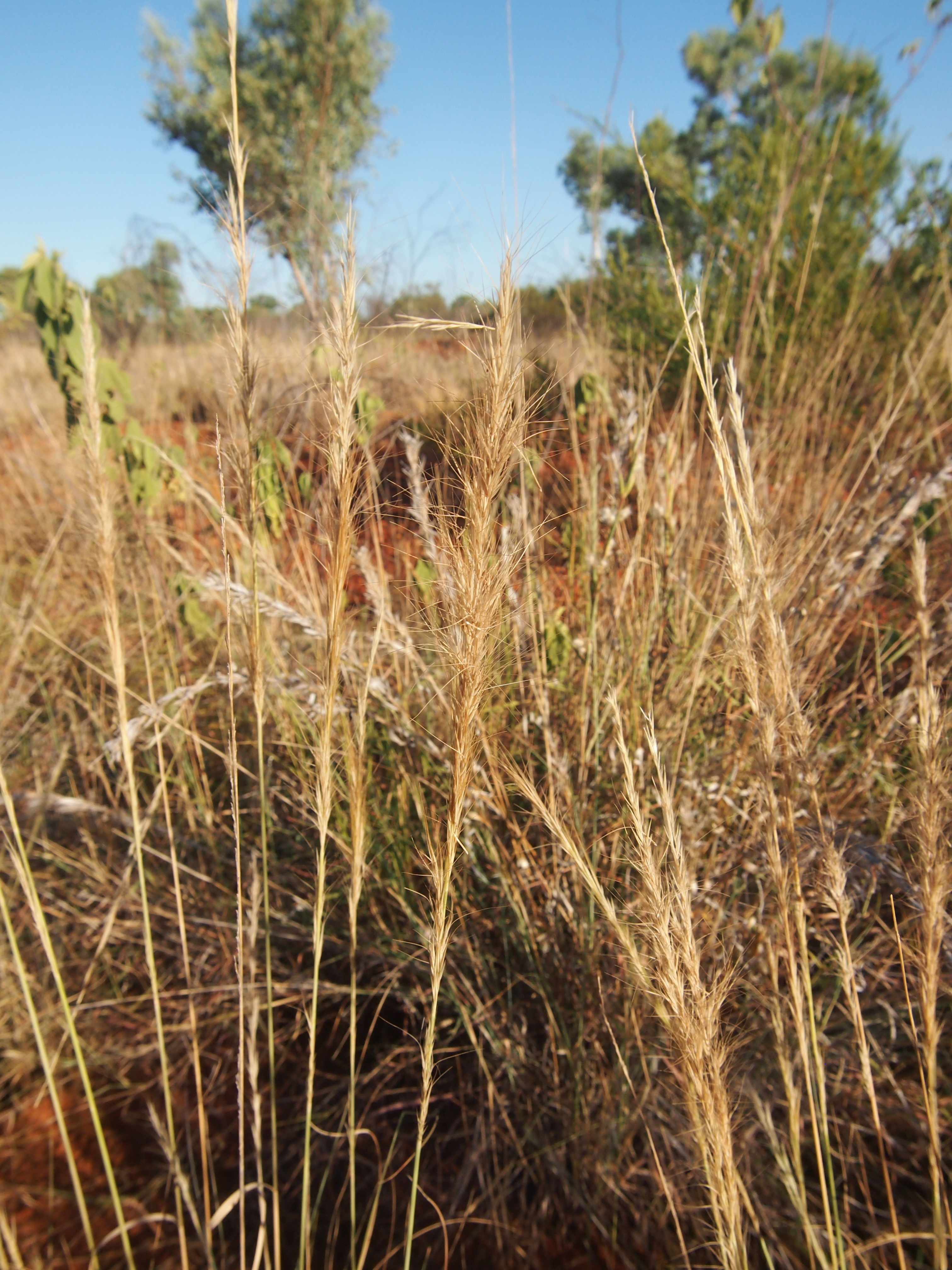
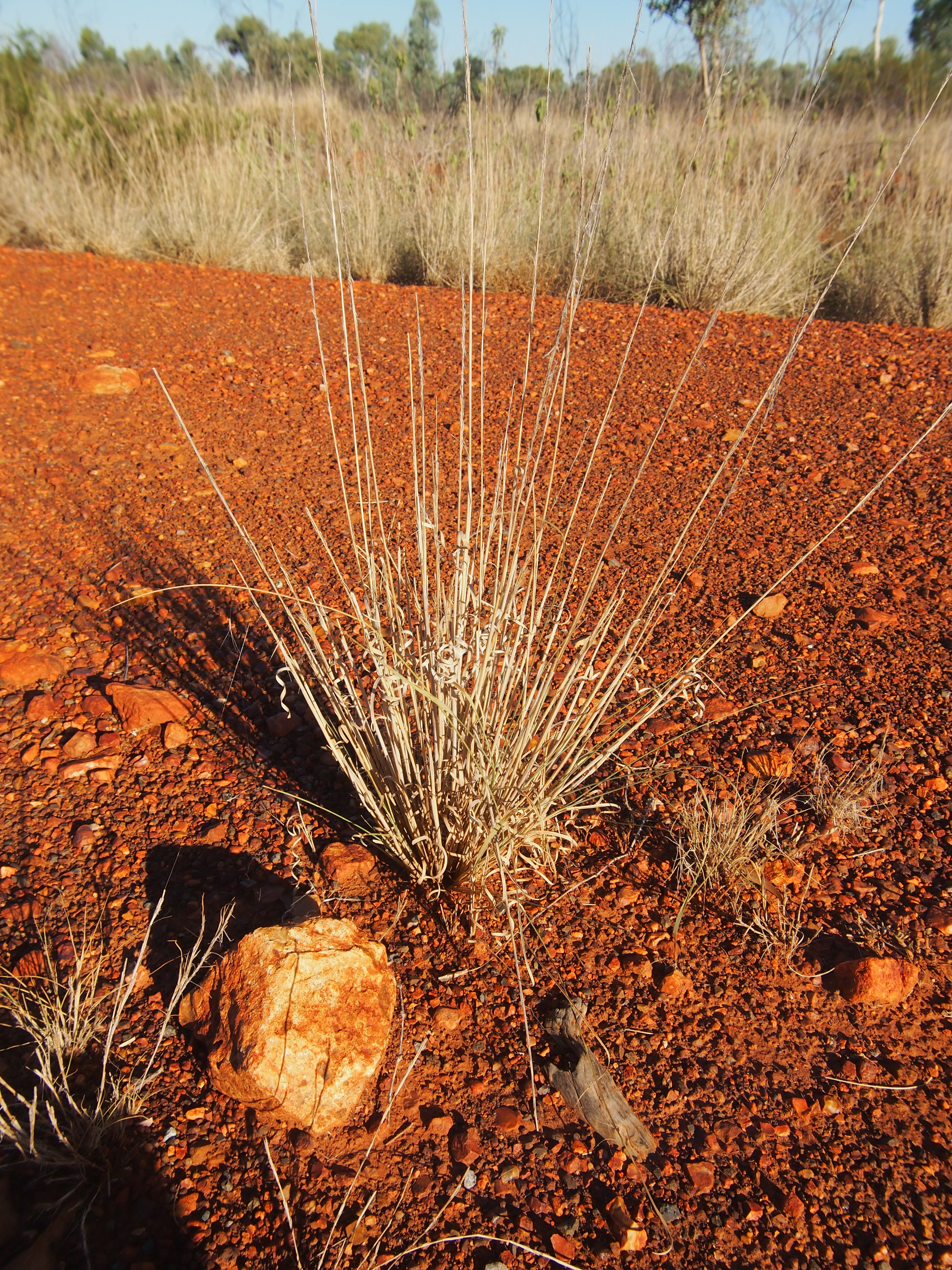